# 시조정
시조정(일본어: 四条町)은 일본 오사카부 기타카와치군에 설치되었던 정이다. 현재의 다이토시에 해당한다.

## 역사
- 1889년 4월 1일 - 정촌제 시행에 의해 사사라군 시조촌이 성립하였다.
- 1896년 4월 1일 - 군 통합에 의해 기타카와치군이 성립하였다.
- 1952년 4월 1일 - 정으로 승격해 시조정이 되었다.
- 1956년 4월 1일 - 난고촌, 스미노도정과 합병해 다이토시가 성립하여 동일 시조정은 폐지되었다.

## 교통

### 철도
- 일본국유철도
  - 가타마치선

## 참고문헌
- 가도카와 일본 지명 대사전 27 大阪府